# John Jensen
John „Faxe” Jensen (ur. 3 maja 1965 w Kopenhadze) – duński piłkarz grający na pozycji środkowego pomocnika, trener piłkarski.

## Kariera zawodnicza
Jego pierwszym klubem w karierze było Brøndby IF, w którym występował w latach 1982–1988. Po zdobyciu trzech mistrzostw Superligaen postanowił spróbować swoich sił za granicami kraju. Jensen wybrał ofertę Hamburger SV i była to zła decyzja. Wprawdzie był podstawowym elementem składu, jednak pokłócił się z ówczesnym trenerem i wymusił na nim pozwolenie na transfer.
Po nieudanej przygodzie z Niemcami postanowił powrócić na stare śmiecie – do byłego klubu. W barwach Drengene fra Vestegnen zdobył kolejne dwa mistrzostwa kraju. W 1992 roku został przez Richarda Møllera Nielsena powołany do kadry Danii na Mistrzostwa Europy. Zagrał na nich pięć pełnych spotkań i strzelił bramkę w ostatnim, finałowym meczu z Niemcami. Po tym turnieju ponownie uciekł ze Skandynawii, aby znowu spróbować przygody z piłką nożną w lepszej lidze. Został zakupiony przez George’a Grahama do Arsenalu. W sezonie 1992/1993 zdobył z The Gunners FA Cup i Carling Cup, rok później triumfował z kolegami w Pucharze Zdobywców Pucharów. Jego problemem stało się to, że od przyjścia do klubu ani razu nie trafił do siatki i chociaż próbował – nie wychodziło mu to. Wierni kibice Arsenalu wymyślili nawet piosenkę: We’ll be there when Jensen scores!. Duńczyk przełamał się w końcu 31 grudnia 1994 w ligowym meczu z Queens Park Rangers.
Z klubu odszedł w styczniu 1996 do Brøndby IF i w ciągu czterech kolejnych sezonów święcił kolejne triumfy: trzy mistrzostwa ligi, wicemistrzostwo, Puchar Kraju. W 1998/1999 występował z tym klubem w fazie grupowej Ligi Mistrzów.
Ostatnim klubem w jego karierze było Herfølge BK. Ogłosił zakończenie kariery piłkarskiej w 2001 roku.
W reprezentacji Danii w latach 1987–1995 zaliczył 69 gier, strzelił 4 bramki.
| Sezon   | Klub         | Kraj   | Flaga  | Rozgrywki   | Mecze | Bramki |
| ------- | ------------ | ------ | ------ | ----------- | ----- | ------ |
| 1982/83 | Brøndby IF   | Dania  | Dania  | Superligaen | 7     | 0      |
| 1983/84 | Brøndby IF   | Dania  | Dania  | Superligaen | 25    | 1      |
| 1984/85 | Brøndby IF   | Dania  | Dania  | Superligaen | 29    | 2      |
| 1985/86 | Brøndby IF   | Dania  | Dania  | Superligaen | 22    | 4      |
| 1986/87 | Brøndby IF   | Dania  | Dania  | Superligaen | 23    | 2      |
| 1987/88 | Brøndby IF   | Dania  | Dania  | Superligaen | 10    | 0      |
| 1988/89 | Hamburger SV | Niemcy | Niemcy | Bundesliga  | 32    | 0      |
| 1989/90 | Hamburger SV | Niemcy | Niemcy | Bundesliga  | 15    | 0      |
| 1989/90 | Brøndby IF   | Dania  | Dania  | Superligaen | 17    | 2      |
| 1990/91 | Brøndby IF   | Dania  | Dania  | Superligaen | 17    | 1      |
| 1991/92 | Brøndby IF   | Dania  | Dania  | Superligaen | 27    | 2      |
| 1992/93 | Arsenal F.C. | Anglia | Anglia | Premiership | 32    | 0      |
| 1993/94 | Arsenal F.C. | Anglia | Anglia | Premiership | 27    | 0      |
| 1994/95 | Arsenal F.C. | Anglia | Anglia | Premiership | 24    | 1      |
| 1995/96 | Arsenal F.C. | Anglia | Anglia | Premiership | 15    | 0      |
| 1995/96 | Brøndby IF   | Dania  | Dania  | Superligaen | 10    | 1      |
| 1996/97 | Brøndby IF   | Dania  | Dania  | Superligaen | 20    | 0      |
| 1997/98 | Brøndby IF   | Dania  | Dania  | Superligaen | 31    | 1      |
| 1998/99 | Brøndby IF   | Dania  | Dania  | Superligaen | 29    | 1      |
| 1999/00 | Herfølge BK  | Dania  | Dania  | Superligaen | 16    | 0      |
| 2000/01 | Herfølge BK  | Dania  | Dania  | Superligaen | 24    | 0      |

## Kariera trenerska
Po odejściu z Brøndby zajął się szkoleniem zawodników i został grającym menedżerem Herfølge BK, z którym w 2000 roku sięgnął po swoje dziewiąte w karierze mistrzostwo kraju. Od 2002 do 2006 był asystentem trenera w Brøndby IF, zaś od 2007 do 2008 pełnił identyczną funkcję w hiszpańskim Getafe CF, u boku Michaela Laudrupa. Po nieudanych epizodach w Randers FC (jako samodzielny trener) oraz Blackburn Rovers (jako asystent), wrócił do Brøndby i był tam zatrudniony jako konsultant ds. transferów. W 2014 roku został trenerem Fremad Amager.